# 瀋陽中山広場建築群
座標: 北緯41度47分40秒 東経123度24分16秒 / 北緯41.79444度 東経123.40444度

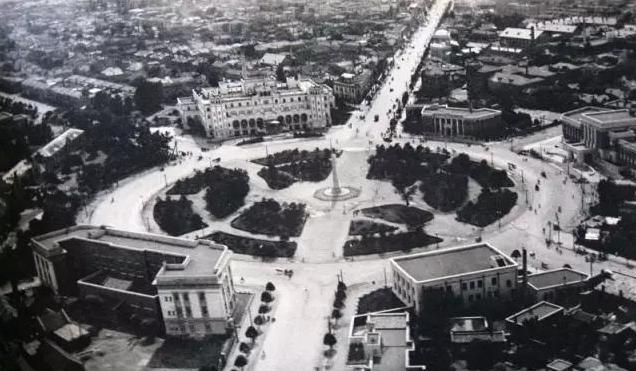
当時の瀋陽中山広場

瀋陽中山広場建築群（しんようちゅうざんひろばけんちくぐん）は、中国遼寧省瀋陽市和平区にある中山広場（直径90mの円形広場、旧称：奉天大広場）の周囲に建つ、おもに20世紀前半の欧風建築群。現存する6棟すべてが日本人建築家による設計である。
2007年に「第七次遼寧省文物保護単位」、2013年には「第七次全国重点文物保護単位」に登録された。

## 建築物
| 画像 | 名称                                                         | 完成年      | 設計                                              | 説明                                                              |
| ---- | ------------------------------------------------------------ | ----------- | ------------------------------------------------- | ----------------------------------------------------------------- |
|      | 旧 奉天ヤマトホテル （現・遼寧賓館）                         | 1927-1929年 | 横井謙介・太田宗太郎 （小野木横井共同建築事務所） | 広場の南に所在。 鉄筋コンクリート造地上3階/地下1階建、8,872m2。   |
|      | 旧 東洋拓殖株式會社奉天支店 （現・瀋陽市総工会）             | 1922年      | 日本人建築家                                      | 広場の東に所在。 鉄筋コンクリート造3階建、延床面積 3,337m2。      |
|      | 旧 朝鮮銀行奉天支店 （現・華夏銀行中山路支店）               | 1920年      | 中村與資平 （中村建築事務所 大連出張所）          | 広場の北東に所在。 鉄筋コンクリート造地上2階/地下1階建、2,881m2。 |
|      | 旧 奉天三井ビル （現・招商銀行瀋陽中山路支店）               | 1937年      | 松田軍平 （松田事務所）                           | 広場の北に所在。 鉄筋コンクリート造地上4階/地下1階建、6,142m2。   |
|      | 旧 奉天警察署 （現・瀋陽市公安局）                           | 1929年      | 関東庁土木課                                      | 広場の北西に所在。延床面積 30,000m2。                             |
|      | 旧 横浜正金銀行奉天支店 （現・中国工商銀行瀋陽中山広場支店） | 1925年      | 宗像主一 （中村宗像建築事務所）                   | 広場の西に所在。 鉄筋コンクリート造地上2階/地下1階建、1,558m2。   |